# Elmer Gedeon
Elmer John Gedeon (15 de abril de 1917 - 20 de abril de 1944) es uno de los dos únicos jugadores de las Grandes Ligas de Béisbol que murió en combate en la Segunda Guerra Mundial. Además del béisbol, Gedeon también destacó como jugador estrella en otros varios deportes, siendo estudiante de la Universidad de Míchigan. 
La carrera de Gedeon en el béisbol se interrumpió cuando fue convocado por el Ejército de Estados Unidos a comienzos de 1941. Se entrenó como piloto de bombardero, y fue condecorado por su valor luego de que su avión se estrellara en 1942. En abril de 1944 la aeronave de Gedeon fue derribada y Gedeon murió mientras pilotaba un bombardero B-26 en misión sobre Francia.
- Datos: Q2306581
- Multimedia: Elmer Gedeon / Q2306581